# 石塚輝雄
石塚 輝雄（いしづか てるお、1928年（昭和3年）3月12日 - ）は、日本の政治家。元東京都板橋区長。

## 経歴
茨城県出身。1953年（昭和28年）中央大学法学部卒業。
1948年（昭和23年）東京都民生局総務課勤務、ついで杉並福祉事務所庶務課庶務係長、大田児童学園長、精神薄弱者更正相談所長、総務局行政部災害対策課長、総務局行政部指導課長、板橋区総務部長、総務局同和対策部長、中央卸売市場管理部長、総務局理事を歴任し、1979年（昭和54年）板橋区助役に就任。1991年（平成3年）同区長に就任した。2007年（平成19年）引退。